# José Alberto Reis
José Alberto Cibrão Afonso Reis (Guimarães, 27 de Dezembro de 1961), mais conhecido por José Alberto Reis é um cantor e compositor português.

## Biografia
Deu o seu primeiro espectáculo em 1983 em Marco de Canaveses, onde interpretou "Nesta Tarde Sem Fim" com base num poema de Fernando Pessoa.
Em 1985 assinou contrato com a EMI - Valentim de Carvalho. O seu produtor foi o conhecido Mário Martins. Em 1987 são lançados os singles "Amo-te" e "Setembro". Em 1988 é lançado o álbum "Sonhando". 
Em 1989 lança o trabalho "Abraça-me Assim" que se torna disco de prata. Participa no Festival RTP da Canção 1989 com "Palavras Cruzadas", inédito de Carlos Paião, que fica em 4º lugar. "Sol Maior", um inédito de Carlos Paião, foi musicado por José Alberto em homenagem ao músico.
O álbum "Encanto" é editado em 1990. Em 1992 é editado o álbum "Eterna Melodia".
Em 1993 muda-se para a editora Vidisco. Com o álbum "Alma Rebelde" (1994) consegue o seu segundo disco de prata e dois anos mais tarde o disco de ouro.
Lança o disco "De Alma E Coração" em 1995. Em 1996 é editado o disco "Segredos". No ano de 1997 comemora os dez anos de carreira com a edição da colectânea "O Melhor" (de José Alberto Reis) com os seus melhores êxitos.
Em 1999, lança o álbum "Confia Em Mim" pela editora Espacial. Em 2001 é lançado novo disco, "Mágoa", com treze temas, metade dos quais da sua autoria. Convida o cantor brasileiro Vinícius para um dueto em "Dois Amigos".
O álbum "Para Sempre" é editado em 2003. Em 2005 lança o disco "Amor intemporal".
Em 2006 comemora 20 anos de carreira no Coliseu do Porto com a gravação ao vivo de um CD e de um DVD com os seus principais êxitos.
Em Maio de 2007 actuou no Coliseu dos Recreios. Para cantar ‘Vieste ao Mundo para ser Feliz’, o cantor foi acompanhado por coro infantil que contou com a participação especial da filha Helena.
O álbum "Espero Por Ti" foi editado em 2009. Em 2011 lança do CD "Destino" através da Live Company.
O disco "Eterno" é editado em 2014.

## Discografia

### Álbuns
- Sonhando (LP, EMI, 1988) 7909741
- Encanto (CD, EMI, 1990)
- Eterna Melodia (CD, EMI, 1992) 7988431
- Alma Rebelde (CD, Vidisco, 1994)
- De Alma E Coração (CD, Vidisco, 1995)
- Segredos (CD, Vidisco, 1996)
- Confia Em Mim (CD, Espacial, 1999)
- Mágoa (CD, Espacial, 2001)
- Para Sempre (CD, Som Livre / Espacial, 2003) SL 05232
- Amor Intemporal CD, Espacial, (2005)
- Ao vivo 20 anos (2CD, Espacial, 2006)
- Sozinho (CD, Espacial, 2008)
- Espero Por Ti (CD, Espacial, 2009)
- Destino (CD, Live / Vidisco, 2011)
- Eterno (CD, Espacial, 2014) 3800580

Compilações
- Os Maiores Êxitos (Compilação, EMI, 1993)
- Amo-te - Colecção Caravela (Compilação, EMI/Caravela, 1996)
- O Melhor (Compilação, Vidisco, 1997)
- Romântico 2001 (CD, Espacial, 2001)
- Colecção Romântica (Compilação, Vidisco, 2008)
- Romântico (Compilação, Espacial, 2010) 3800172
- Colecção Diamante (Compilação, Vivadisco, 2010)
- Êxitos (Compilação, Espacial, 2011) 3800268

Singles
- Amo-te / Eu Falo De Amor (Single, Vecemi, 1987) 1776257
- Setembro /Sempre Assim (Single, Vecemi, 1987) 1776357
- Sonhando / Sempre Assim (Single, Vecemi, 1988) 1776637